# Mario Galindo
Mario Enrique Galindo Calisto (Punta Arenas, 10 de agosto de 1951) es un exfutbolista profesional chileno. Fue parte del plantel chileno en los mundiales Alemania 1974 y España 1982; sin embargo, donde más se destacó fue en la Copa América de 1979, cuando Chile fue subcampeón. También fue convocado por la FIFA a la selección resto del mundo en Brasil 1976. Es considerado uno de los mejores laterales del fútbol chileno.
A nivel de clubes fue uno de los futbolistas más importantes en el subcampeonato de Colo-Colo para la Copa Libertadores de 1973 y uno de los puntales en el equipo de Everton que obtuvo el título de 1976. Ese mismo año, fue nominado en el seleccionado resto del mundo.
En 1985 se radicó en su natal Punta Arenas, donde practicó el fútbol ya a nivel amateur y dirigió a clubes y selecciones locales en torneos nacionales, desarrollando además labores empresariales ligadas al rubro "pesquero". En junio de 2013 decidió volver a Santiago por motivos familiares y comerciales. El 2023 vuelve a su natal Pta.Arenas desarrollando siempre labores comerciales en el rubro pesquero.

## Selección nacional
A pesar de su gran nivel y clase debió luchar el puesto con otros grandes jugadores, de igual manera jugó 29 partidos clase A con la roja.

### Participaciones en Copas del Mundo
| Mundial              | Sede     | Resultado    |
| -------------------- | -------- | ------------ |
| Copa Mundial de 1974 | Alemania | Primera fase |
| Copa Mundial de 1982 | España   | Primera fase |

### Participaciones en Clasificatorias a Copas del Mundo
| Eliminatorias                | Resultado   | Partidos Jugados |
| ---------------------------- | ----------- | ---------------- |
| Eliminatorias Alemania 1974  | Clasificado | 1                |
| Eliminatorias Argentina 1978 | Eliminado   | 1                |

### Participaciones en Copa América
| Torneo            | Sede     | Resultado     |
| ----------------- | -------- | ------------- |
| Copa América 1975 | Sin Sede | Primera ronda |
| Copa América 1979 | Sin Sede | Subcampeón    |

| Selección chilena | Selección chilena | Selección chilena |
| Año               | Partidos          | Goles             |
| ----------------- | ----------------- | ----------------- |
| 1972              | 1                 | 0                 |
| 1973              | 5                 | 0                 |
| 1974              | 2                 | 0                 |
| 1975              | 2                 | 0                 |
| 1977              | 4                 | 0                 |
| 1979              | 9                 | 0                 |
| 1981              | 2                 | 0                 |
| 1982              | 4                 | 0                 |
| Total             | 29                | 0                 |

## Clubes
| Club               | País  | Año       |
| ------------------ | ----- | --------- |
| Colo-Colo          | Chile | 1971-1975 |
| Everton            | Chile | 1976      |
| Colo-Colo          | Chile | 1977-1982 |
| Santiago Wanderers | Chile | 1983      |
| Colo-Colo          | Chile | 1984      |

## Palmarés

### Campeonatos nacionales
| Título           | Equipo    | País  | Año  |
| ---------------- | --------- | ----- | ---- |
| Primera División | Colo-Colo | Chile | 1972 |
| Copa Chile       | Colo-Colo | Chile | 1974 |
| Primera División | Everton   | Chile | 1976 |
| Primera División | Colo-Colo | Chile | 1979 |
| Copa Chile       | Colo-Colo | Chile | 1981 |
| Primera División | Colo-Colo | Chile | 1981 |
| Copa Chile       | Colo-Colo | Chile | 1982 |

### Distinciones individuales
| Distinción                                                       | Año  |
| ---------------------------------------------------------------- | ---- |
| Nominado a la selección Resto del Mundo                          | 1975 |
| Mejor Deportista del Fútbol Profesional (Chile)                  | 1979 |
| Jugador más correcto, otorgado por Asoc. Árbitros Profesionales. | 1984 |